# Liste der Baudenkmale in Weitenhagen (Landkreis Vorpommern-Rügen)
In der Liste der Baudenkmale in Weitenhagen sind alle Baudenkmale der Gemeinde Weitenhagen im Landkreis Vorpommern-Rügen und ihrer Ortsteile aufgelistet. Grundlage ist die Veröffentlichung der Denkmalliste des Landkreises Vorpommern-Rügen, Auszug aus der Kreisdenkmalliste vom Juli 2012.

## Behrenwalde
| ID   | Lage                  | Bezeichnung                            | Beschreibung | Bild |
| ---- | --------------------- | -------------------------------------- | ------------ | ---- |
| 182E | Chaussee 5 (Karte)    | Siedlung, Landarbeiterhaus             |              |      |
| 182F | Chaussee 6 (Karte)    | Siedlung, Landarbeiterhaus             |              |      |
| 182D | Chaussee 7a (Karte)   | Siedlung, Försterei                    |              |      |
| 182A | Chaussee 8 (Karte)    | Siedlung, Schule                       |              |      |
| 182C | Chaussee 9 (Karte)    | Siedlung, Landarbeiterhaus             |              |      |
| 182B | Chaussee 10 (Karte)   | Siedlung, Landarbeiterhaus             |              |      |
| 183  | Dorfstraße 12 (Karte) | Wohnhaus                               |              |      |
| 184  | Dorfstraße 22 (Karte) | Wohnhaus                               |              |      |
| 185  | Hofstraße 2 (Karte)   | Gutsanlage (Gutshaus, Park + 2 Teiche) |              |      |

## Quelle
- Denkmalliste des Landkreises Vorpommern-Rügen

- Karte mit allen Koordinaten:
- OSM |
- WikiMap